# Kyllikki Saari
Auli Kyllikki Saari (Isojoki, 6 dicembre 1935 – Isojoki, 17 maggio 1953) è stata una ragazza finlandese vittima di un omicidio all'età di 17 anni; il caso, ancora irrisolto, è tra i più noti di sempre in Finlandia.

## Antefatto
Saari fu vista viva per l'ultima volta il 17 maggio 1953. Stava tornando a casa in bicicletta da un incontro religioso quando, si ritiene, sia stata attaccata da una persona non identificata. Alcune ipotesi portarono le autorità a ritenere che l'aggressore fosse spinto da movente di natura sessuale, ma non furono prodotte prove per supportare questa teoria. Nonostante il caso ricevette notevole copertura dai media, l'assassino non è mai stato identificato. Il corpo di Saari fu ritrovato l'11 ottobre 1953 in una palude. La bicicletta fu trovata in una zona palustre più tardi, la stessa estate.. Il funerale si tenne alla chiesa di Isojoki il 25 ottobre 1953, si stima che vi parteciparono circa 25 000 persone.

## I sospettati

### Kauko Kanervo
Inizialmente, il primo sospettato nel caso fu Kauko Kanervo, un parroco che rimase sotto indagine per diversi anni. Kanervo si era trasferito a Merikarvia tre settimane prima l'omicidio e si diceva fosse nella zona la sera della sparizione di Saari. Le indagini determinarono che Kanervo era stato ad una festa ed aveva poi passato le ultime ore della notte in canonica. Rimasto senza alibi per soli venti minuti, gli investigatori ritennero che il parroco non avrebbe avuto abbastanza tempo per andare ad Isojoki, a 60 chilometri da Merikarvia, dal momento che non aveva la patente o la macchina.

### Hans Assmann
La moglie di Assmann rivelò che il marito e l'autista erano vicino Isojoki al momento dell'omicidio. Assmann inoltre possedeva una Opel marrone chiaro, lo stesso modello di auto che svariati testimoni avevano visto nei pressi della scena del crimine. Nel 1997, Assmann presumibilmente confessò il suo coinvolgimento nel crimine a un ex poliziotto, Matti Paloaro, e si assunse la responsabilità per la morte di Kyllikki Saari. Assman avrebbe raccontato al poliziotto che la morte della ragazza sarebbe stata provocata da un incidente d'auto quando la sua macchina, guidata dal suo autista, tamponò Saari, per nascondere il coinvolgimento dell'autista, i due uomini inscenarono un omicidio.
La moglie di Assman raccontò inoltre che mancava un calzino a suo marito e le sue scarpe erano bagnate quando rientrò a casa la sera dell'omicidio. C'erano anche delle ammaccature sulla macchina. Secondo la signora Assman, alcuni giorni dopo, Assman e l'autista se ne andarono di nuovo, ma stavolta portarono con loro una vanga. Le indagini in seguito determinarono che l'assassino della Saari doveva essere mancino, cosa che era Assman.

### Vihtori Lehmusviita
Vihtori Lehmusviita era in un ospedale psichiatrico da molto tempo, e morì nel 1967, motivo per cui le indagini furono accantonate. Lehmusviita era un trentottenne abitante del luogo. Negli anni quaranta, fu condannato per violenza sessuale ed aveva problemi mentali. La polizia sospettava che potesse essere stato aiutato da un parente di 37 anni che aveva un passato criminale. La sorella del sospettato gli avrebbe fornito un alibi per la notte dell'omicidio.
Quando Lehmusviita fu interrogato, disse che Kyllikki non era più viva e che il suo corpo non sarebbe stato più ritrovato. Qualche tempo dopo ritirò le sue affermazioni, dicendo che non era stato capito. Il primo sospettato e il collaboratore furono interrogati nel 1953. Poco dopo questo episodio, il collaboratore si spostò prima in Ostrobotnia centrale e successivamente in Svezia. Lehmusviita fu interrogato due volte. Quando la polizia venne ad interrogarlo per la prima volta, l'interrogatorio dovette essere interrotto perché il comportamento di Lehmusviita divenne così strano e confusionario che il dottore disse che non poteva essere più interrogato in quello stato.
Sia Lehmusviita che il suo presunto collaboratore conoscevano la zona molto bene, perché entrambi in comune possedevano un campo a 50 metri di distanza da dove fu ritrovata Kyllikki. C'era una vanga nel campo che fu usata per scavare la tomba.